# We Are the World 25 for Haiti
We Are the World 25 for Haiti est une chanson caritative destinée à récolter des fonds pour les victimes du séisme en Haïti survenu le 12 janvier 2010. C'est une reprise de la chanson We Are The World dont elle célèbre en même temps le 25e anniversaire.
La chanson est produite par Quincy Jones, RedOne et Wyclef Jean. Les paroles sont celles du titre original (écrit par Michael Jackson et Lionel Richie), avec une partie rap écrite par will.i.am à la fin de la chanson.
Cette nouvelle version de We Are The World a été enregistrée le 1er février 2010 et est sortie quelques jours plus tard, le 12 février.

## Les solistes (par ordre d'apparition)
- Justin Bieber
- Nicole Scherzinger
- Jennifer Hudson
- Jennifer Nettles
- Josh Groban
- Tony Bennett
- Mary J. Blige
- Janet Jackson
- Barbra Streisand
- Miley Cyrus
- Enrique Iglesias
- Jamie Foxx
- Wyclef Jean
- Adam Levine (membre de Maroon 5)
- P!nk
- BeBe Winans
- Usher
- Céline Dion
- Fergie (membre de The Black Eyed Peas)
- AR Rahman
- Nick Jonas (membre des Jonas Brothers)
- Toni Braxton
- Mary Mary
- Isaac Slade (membre du groupe The Fray)
- Lil Wayne
- Carlos Santana (solo de guitare)
- Akon
- T-Pain
- Jamie Foxx (imitant Ray Charles)
- LL Cool J
- will.i.am (membre de The Black Eyed Peas)
- Snoop Dogg
- Busta Rhymes
- Swizz Beatz
- Iyaz
- Kanye West
- Mann

## Les chœurs
- Patti Austin
- Kristian Bush
- Zac Brown
- Brandy Norwood
- Melanie Fiona
- Jimmy Jean-Louis
- Gladys Knight
- Jeff Bridges
- Jordin Sparks
- Rob Thomas
- Musiq Soulchild
- Michael Jackson
- Randy Jackson (ancien membre de The Jackson Five)
- 3T (Taj Jackson, Taryll Jackson et TJ Jackson)
- Sean Garrett
- Good Charlotte (Benji Madden et Joel Madden)
- Al Jardine
- India.Arie
- Brian Wilson
- Julianne Hough
- Keri Hilson
- Tyrese Gibson
- Robin Thicke
- Jonas Brothers (Joe Jonas et Kevin Jonas)

- Trey Songz
- Jason Mraz
- Harry Connick Jr.
- Vince Vaughn
- Ethan Bortnick
- Katharine McPhee
- Faith Evans
- Kid Cudi
- Bizzy Bone
- Raphael Saadiq
- Mýa
- Ann Wilson
- Nancy Wilson
- Orianthi Panagaris (guitariste)
- Anthony Hamilton
- Timbaland
- Hayden Panettiere
- Michael Bublé
- Il Volo (Gianluca Ginoble, Ignazio Boschetto et Piero Barone)

## Sortie et promotion
La version 2010 de We Are The World a fait ses débuts sur la chaîne de télévision américaine NBC le 12 février 2010 pendant la cérémonie inaugurale des Jeux olympiques d'hiver 2010.

## Clip
La chanson a fait l'objet d'un clip, où les quatre-vingts artistes apparaissent. Il a été réalisé par Paul Haggis.